# مهرجان العشبات السبع
مهرجان العشبات السبع (باليابانية: 七草の節句 ناناكوسا نو سيكُّو) هو عادة يابانية لتناول العشبات السبع مع عصيدة الأرز في يوم جينجيتسو (عيد الإنسان) المصادف 7 يناير من كل عام.
العشبات السبع هي سبع عشبات ربيعية صالحة للأكل، وتكون العشبات السبع عادة:
- شمار الماء Water dropwort: وهي نوعٌ من رازيانة.
- كيس الراعي Capsella bursa-pastoris
- برسية Gnaphalium
- حشيشة القزاز Chickweed
- لبسانة[بحاجة لمصدر] Lapsana
- لفت
- فجل أبيض Daikon

وقد تتنوع العشبات السبع باستخدام أنواع أخرى بحسب توافرها المحلي.
في صباح 7 يناير أو عشية ذلك اليوم يضع الناس العشبات السبع مع ملعقة الأرز (شاموجي) وطاحونة السمسم (سوري باتشي) على لوحة التقطيع في اتجاه الحظ السعيد ويغنون «قبل أن تأتي طيور الصين إلى أرض اليابان، لنأكل العشبات السبع».
كان السابع من يناير مهرجاناً في اليابان منذ قديم الزمن، وكانت عادة أكل العشبات السبع من أجل تمني الصحة والعمر المديد، وجاء هذا التقليد إلى اليابان من الصين من أجل طرد الشر. ولقلة النباتات الخضراء في ذلك الوقت من السنة فإن وجود الخضار يضيف إلى المائدة لوناً حيوياً يتناسب مع روح السنة الجديدة.